# Victor Bourret

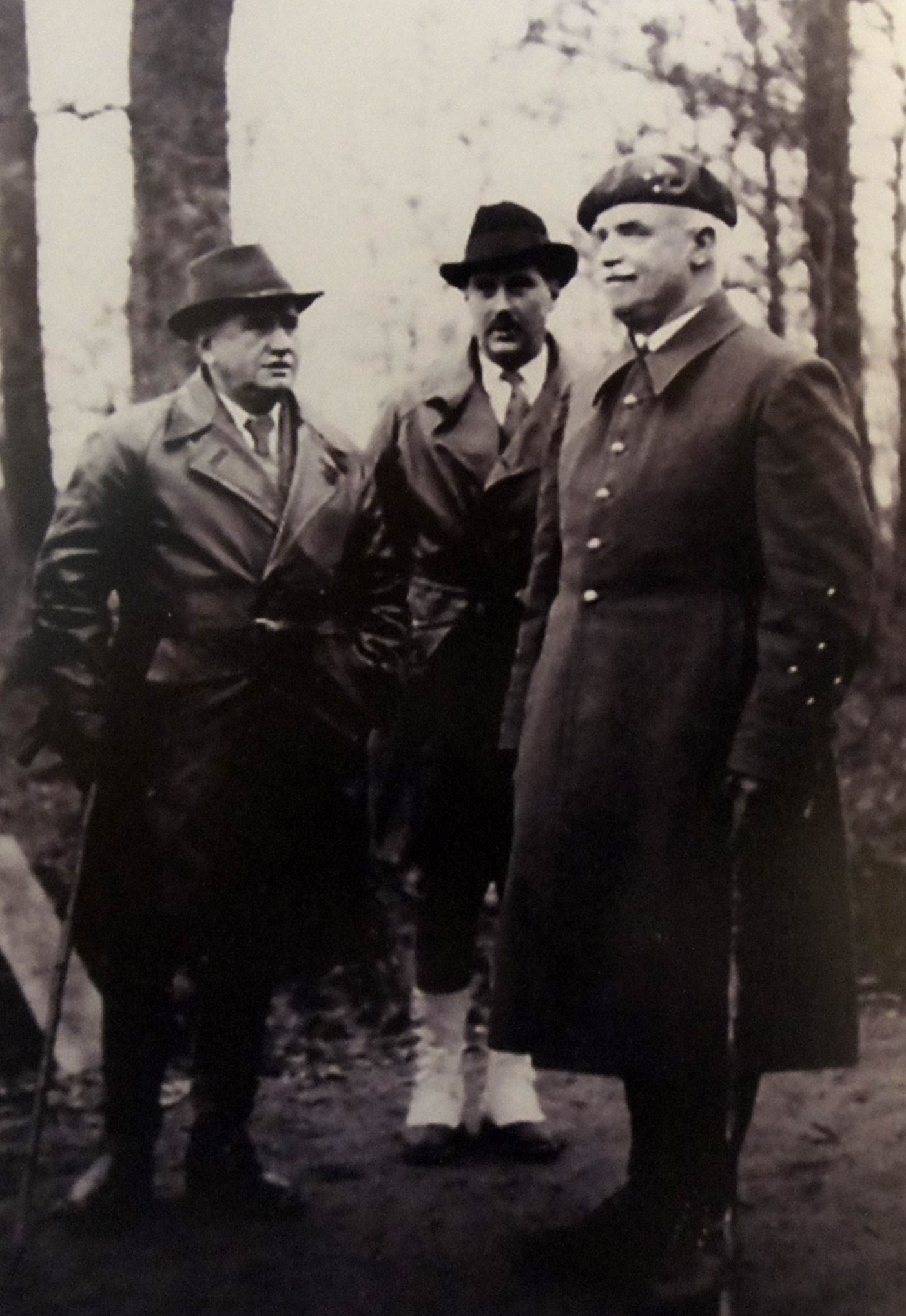
General Victor Bourret (rechts) mit Premierminister Édouard Daladier (links) und Luftfahrtminister Guy La_Chambre (12. November 1939).

Victor Bourret (* 22. September 1877 in Bastia, Département Haute-Corse; † 5. August 1949 in Cérans-Foulletourte, Département Sarthe) war ein französischer Offizier und zuletzt General (Général d’Armée), der unter anderem zwischen 1939 und 1940 Oberbefehlshaber der 5. Armee (5e armée) war.

## Leben
Victor Bourret begann nach dem Schulbesuch am 22. November 1895 als Soldat (Soldat de 2e classe) eine militärische Ausbildung an der Infanterieschule (École de l’infanterie) in Saint-Maixent-l’École und diente im Anschluss in verschiedenen Infanterieregimentern, wobei er zuletzt am 27. August 1897 zum Oberstabsfeldwebel (Sergent Major) befördert wurde. Am 18. April 1900 begann er als Kadett (Élève-officier) eine Offiziersausbildung an der Militärschule der Infanterie (École militaire de l’infanterie) und wurde nach deren Abschluss am 1. April 1901 zum Unterleutnant (Sous-Lieutenant) befördert. In den folgenden Jahren diente er wiederum in verschiedenen Infanterieregimentern und wurde am 1. April 1903 Leutnant (Lieutenant 2e Classe) sowie am 1. Dezember 1909 Oberleutnant (Lieutenant 1e Classe) befördert. Am 3. November 1913 trat er als Absolvent in die Kriegshochschule (École Supérieure de Guerre) ein und erhielt am 23. März 1914 seine Beförderung zum Hauptmann (Capitaine). Während des Ersten Weltkrieges fand er unter anderem Verwendung im Stab einer Brigade und wurde per Dekret vom 25. Oktober 1915 zum Ritter der Ehrenlegion ernannt.
Nach Kriegsende erfolgte am 25. Dezember 1918 seine Beförderung Major (Chef de bataillon). Er versah unter anderem Dienst im 89. Infanterieregiment und wurde durch Dekret vom 14. Oktober 1920 mit Wirkung zum 16. Juni 1920 zum Offizier der Ehrenlegion ernannt. Nach verschiedenen Verwendungen wurde er am 25. September 1925 zum Oberstleutnant (Lieutenant-colonel) befördert und war in der Zwischenkriegszeit unter anderem bis Mai 1928 verantwortlicher Offizier für Leibeserziehung, Sport und militärische Vorbereitung im Kriegsministerium (Ministère de la Guerre), wobei er am 28. März 1928 dort auch seine Beförderung zum Oberst (Colonel) erhielt. Nachdem er von Mai 1928 bis November 1930 Kommandeur des 28. Infanterieregiments (28e Régiment d’infanterie) war, wurde er zwischen dem 21. November 1930 und dem 25. Februar 1932 ins Generalsekretariat des Obersten Rates für Nationale Verteidigung abgeordnet.
Im Anschluss übernahm Victor Bourret vom 25. Februar bis zum 14. Juni 1932 den Posten als Chef des Militärkabinetts im Kriegsministerium und wurde als solcher am 18. April 1932 auch zum Brigadegeneral (Général de brigade) befördert. Daraufhin fungierte er zwischen dem 14. Juni und dem 1. Oktober 1932 zunächst als stellvertretender Kabinettschef sowie anschließend vom 1. Oktober 1932 bis zum 1. März 1934 als Kabinettschef (Chef de cabinet) im Kriegsministerium und war damit ein enger Mitarbeiter der damaligen Kriegsminister Joseph Paul-Boncour (3. Juni bis 18. Dezember 1932 sowie 4. bis 9. Februar 1934), Édouard Daladier (18. Dezember 1932 bis 30. Januar 1934), Jean Fabry (30. Januar bis 4. Februar 1934) sowie schließlich Philippe Pétain (9. Februar bis 8. November 1934). Er wurde für seine Verdienste in dieser Verwendung durch Dekret vom 7. Juli 1933 zum Kommandeur der Ehrenlegion ernannt. Nachdem er sich vom 1. Juni bis zum 15. November 1934 zur besonderen Verfügung befunden hatte, bekleidete er als Nachfolger von Generalmajor Gaston Duffour zwischen dem 15. November 1934 und seiner Ablösung durch Generalmajor Pierre Champon am 13. Juni 1936 den Posten des Kommandeurs der 5. Infanteriedivision (5e Division d’infanterie) und erhielt als solcher am 10. September 1935 seine Beförderung zum Generalmajor (Général de division).
Daraufhin war Bourret vom 13. Juni 1936 bis zum 28. Juli 1937 abermals Chef des Militärkabinetts im Kriegsministerium und wurde in dieser Funktion am 1. August 1936 auch zum Generalleutnant (Général de corps d'armée) befördert. Danach fungierte er zwischen dem 8. Juli 1937 und dem 23. März 1939 als Kommandeur der Militärregion (Région militaire) von Paris und wurde für seine Verdienste in dieser Zeit per Dekret vom 23. Dezember 1937 zudem zum Großoffizier der Ehrenlegion erhoben. Nach seiner Beförderung zum General (Général d'armée) wurde er am 23. März 1939 Mitglied des Obersten Kriegsrates (Conseil supérieur de la Guerre) und gehörte diesem Gremium bis zum 2. September 1939 an. Am 2. September 1939 übernahm er bei Ausbruch des Zweiten Weltkrieges den Posten als Oberbefehlshaber der 5. Armee (5e armée), die zur Verteidigung der Maginot-Linie im Bereich des nordöstlichen Lothringens und des Unterelsass neu aufgestellt wurde. Am 26. Juni 1940 geriet er im Zuge des Westfeldzuges in deutsche Kriegsgefangenschaft, in der sich bis Kriegsende befand. Einen Tag nach der bedingungslosen Kapitulation der Wehrmacht am 8. Mai 1945 wurde er am 9. Mai 1945 aus der Kriegsgefangenschaft entlassen und trat einen Monat später am 12. Juni 1945 in den Ruhestand.